# Moses Brown
Moses Shirief-Lamar Brown (ur. 13 października 1999 w Nowym Jorku) – amerykański koszykarz, występujący na pozycji środkowego, obecnie zawodnik Portland Trail Blazers.
W 2017 zdobył złoty medal turnieju Adidas Nations. Rok później wystąpił w meczu gwiazd amerykańskich szkół średnich – McDonald’s All-American.
W 2019 reprezentował Houston Rockets, podczas letniej ligi NBA.
8 grudnia 2020 podpisał umowę z Oklahoma City Thunder na występy zarówno w NBA, jak i zespole G-League – Oklahoma City Blue. 18 czerwca 2021 został wytransferowany do Boston Celtics. 31 lipca 2021 trafił w wyniku wymiany do Dallas Mavericks. 11 lutego 2022 został zwolniony. 10 marca 2022 zawarł 10-dniowy kontrakt z Cleveland Cavaliers. 21 marca 2022 podpisał kolejną, identyczną umowę. 31 marca 2022 zawarł kolejny kontrakt z Cavaliers, tym razem na występy zarówno w NBA, jak i zespole G-League Cleveland Charge. 9 kwietnia 2022 jego kontrakt został przekonwertowany na standardową umowę NBA. W lipcu 2022 zawarł umowę z Los Angeles Clippers, niedługo potem została ona przekonwertowana, zapewniając mu występy zarówno w NBA, jak i zespole G-League – Ontario Clippers. 17 lutego 2023 został zwolniony. 22 sierpnia 2023 podpisał po raz kolejny w karierze umowę z Portland Trail Blazers.

## Osiągnięcia
Stan na 2 października 2023, na podstawie, o ile nie zaznaczono inaczej.
NCAA
- Zaliczony do:
  - I składu najlepszych pierwszorocznych zawodników konferencji Pac-12 (2019)
  - składu honorable mention Pac-12 All-Defensive (2019)
- Lider konferencji Pac-12 w średniej zbiórek, w ataku (2019)

Indywidualne
- Zaliczony do I składu[15]:
  - NBA G League (2021)
  - defensywnego NBA G League (2021)
- Lider NBA G League w zbiórkach (2021)[16]